# Тимушев, Андрей Антонович
Андрей Антонович Тимушев (1897—1969) — советский военнослужащий, участник Великой Отечественной войны, полный кавалер ордена Славы, командир отделения 515-го стрелкового полка 134-й стрелковой дивизии 69-й армии 1-го Белорусского фронта, сержант; старший сержант; помощник командира взвода.

## Биография
Родился 24 августа 1897 года в селе Усть-Нем (ныне Усть-Куломский район Республики Коми) в семье крестьянина. Коми. Член ВКП/КПСС с 1944 года. Образование начальное. Работал трактористом в МТС.
В Красной Армии с 1941 года. Участник Великой Отечественной войны с октября 1942 года.
Командир отделения 515-го стрелкового полка сержант Андрей Тимушев 22 августа 1944 года в бою за расширение плацдарма на левом берегу реки Висла в районе населенного пункта Лавецко Старе первым поднялся в атаку, увлекая за собой бойцов, достиг вражеской траншеи и закрепился в ней. При отражении контратак из пулемета уничтожил свыше десяти автоматчиков. Приказом от 15 сентября 1944 года «за образцовое выполнение заданий командования в боях с немецко-фашистскими захватчиками» сержант Тимушев Андрей Антонович награждён орденом Славы 3-й степени.
16-17 января 1945 года на подступах к городу Радом старший сержант Андрей Тимушев с отделением истребил несколько десятков солдат и офицеров неприятеля.
Приказом от 21 февраля 1945 года «за образцовое выполнение заданий командования в боях с немецко-фашистскими захватчиками» старший сержант Тимушев Андрей Антонович награждён орденом Славы 2-й степени.
Помощник командира взвода Андрей Тимушев 19 апреля 1945 года в 7 километрах западнее населенного пункта Лебус заменил выбывшего из строя командира взвода, поднял бойцов в атаку. Был ранен, но поля боя не покинул.
Указом Президиума Верховного Совета СССР от 31 мая 1945 года «за образцовое выполнение заданий командования в боях с немецко-фашистскими захватчиками» старший сержант Тимушев Андрей Антонович награждён орденом Славы 1-й степени, став полным кавалером ордена Славы.
В 1946 году А. А. Тимушев демобилизован из Вооруженных Сил СССР. Работал в родном селе. Скончался 10 февраля 1969 года.
Награждён орденами Красного Знамени, Славы 1-й, 2-й и 3-й степеней, медалями.